# Заболотье (Калининский район)
Заболотье — деревня в Калининском районе Тверской области, входит в состав Кулицкого сельского поселения. 

## География
Деревня расположена на берегу реки Кава в 9 км на северо-восток от центра поселения посёлка Кулицкая и в 27 км на север от Твери.

## История
В конце XIX — начале XX века деревня являлась центром Первитинской волости Тверского уезда Тверской губернии. 
С 1929 года деревня входила в состав Мухинского сельсовета Тверского района Тверского округа Московской области, с 1935 года — в составе Калининской области, с 2005 года — в составе Кулицкого сельского поселения.

## Население
| 1859 | 1886 | 2002 | 2010 |
| ---- | ---- | ---- | ---- |
| 197  | ↗276 | ↘20  | ↘6   |